# Soukous
Soukous, auch Rumba Lingala; ist ein  Musikstil afrikanischer Musik aus der Kongo-Region. Der Soukous beeinflusste vor allem den Merengue in der Dominikanischen Republik. Seine Ursprünge liegen in den 1930er und 1940er Jahren. Nach 1960 wurde der Begriff Soukous auch für einen in ganz Afrika sehr populären afrikanischen Tanz verwendet, der auf eine für Afrika spezifische Variante des Rumba getanzt wurde.
Im englischsprachigen Westafrika wird der Soukous als Congo Music bezeichnet. In  Kenia, Uganda und Tansania wird der Begriff Lingala verwendet, als Hinweis auf die im Kongo verbreitete Handelssprache Lingála. Als Kwassa Kwassa und N’dombolo werden verschiedene Stilarten des Soukous bezeichnet, mit denen auch eigene, für die jeweilige Zeit typische Tänze verbunden sind. Der Begriff Soukous wird insbesondere in Afrika, in der Karibik und in Europa für Musik kongolesischen Ursprungs verwendet, ist jedoch im Kongo selbst nicht verbreitet. Als Sammelbezeichnung für die unten beschriebenen Stile wird dort der Begriff Rumba congolaise verwendet. Die Zweiteilung in einen Gesangsteil und einen Tanz-Instrumentalteil (Sebene) ist besonders bei der im Kongo gehörten Musik ausgeprägt. Die Sebene wird typischerweise von Animateuren durch Rufen und Schreien begleitet, die als Atalaku bezeichnet werden. 

## Entstehung des Soukous
Der Soukous wurde um 1940 in der Kongo-Region entwickelt und war zuerst nur in dieser Region populär. Die Ursprünge liegen in der traditionellen kongolesischen Musik und im Highlife aus der Region um Ghana und Sierra Leone. Als gesichert gelten Einflüsse der kubanischen Musik und anderer, karibischer und südamerikanischer Musikstile. Vorreiter des Soukous traten Anfang der 1940er Jahre in den Städten Boma, Matadi, Léopoldville (heute Kinshasa) und Brazzaville auf. In der Regel wird der Soukous in Lingála gesungen, oft mit der Nationalsprache Französisch gemischt, seltener in Tshiluba oder Kikongo. Die ostafrikanische Variante Swahili Rumba wird in Kenia und Tansania in Swahili gesungen.

## Die Ära der Big Bands
In den 1950er Jahren wurden in der Kongo-Region Big Bands populär, deren Musik in der Region stark durch den Soukous beeinflusst wurde. Das übliche Format bestand aus einer akustischen Bassgitarre, mehreren elektrischen Gitarren, Congas, Maracas, einer Flöte oder Klarinette, mehreren Saxophonen und einer Trompete. Die berühmtesten Big Bands in Kongo wurden Franco et le TP OK Jazz, die den OK Jazz-Stil prägten, und Le Grand Kallé et l’African Jazz, die den African Jazz-Stil inspirierten.
Um 1960 trennten sich einige Musiker von diesen Bands und gründeten eigene Bands. Tabu Ley Rochereau und Dr. Nico gründeten African Fiesta und entwickelten ihre Musik weiter, indem sie Elemente der kongolesischen Volksmusik mit Soul vermischten; Einflüsse karibischer Musik und eine lateinamerikanische Instrumentation kamen hinzu. Weitere Mitglieder von African Fiesta waren Papa Wemba und Sam Mangwana. Vor allem ihr Song Afrika Mokili Mobimba machte sie auf dem ganzen Kontinent populär. Neben Franco (Luambo) gelten Tabu Ley Rochereau und Nico Kasanda als die Väter des modernen Soukous.

## Die Zaiko-Ära
Während in den großen Soukous-Bands, wie Lipua-Lipua, Veve, TP OK Jazz und Bella Bella, der Einfluss des Rumba auf die Musik immer stärker wurde, suchten junge kongolesischen Musiker nach Wegen, sich vom Rumba zu befreien, um einen schnelleren, vom Rock ’n’ Roll inspirierten Soukous zu spielen. 1969 gründete sich eine Studentenband, die sich selbst Zaiko Langa Langa nannte. Ihren ersten Auftritt hatte die Band um Jossart Nyoka Longo in der Nganda (Bar) „Hawai“ in Kinshasa. Die Band wurde schnell sehr populär, was sich in der Energie ihrer Musik und dem Sinn für Mode der Tänzer und Sänger, vor allem inspiriert durch einen der  Sänger, Papa Wemba, begründete. Papa Wemba war einer der Begründer der sogenannten Sapeur-Bewegung – Mode, Gangart, Frisur, alles war „festgelegt“. Wichtig war die Eleganz, auch wenn kein Brot im Haus ist, das „Fieber der Mode“ war wichtiger. Pepe Kalle, ein Zögling von Grand Kalle, gründete zusammen mit Papy Tex die Band Empire Bakuba, die schnell zu Kinshasas beliebtester Band wurde. 
Andere Größen der Zaiko-Ära waren Koffi Olomide, Tshala Muana und Wenge Musica. Koffi Olomide lernte das Singen und Gitarrespielen noch von Papa Wemba, mit dem er später eine Feindschaft pflegte, die in ständigen Anspielungen in vielen Songs zu hören ist. Auch mit Jossart Nyoka Longo legte Koffi sich an, er spannte ihm die Frau aus. Das hatte zur Folge, so sagt man, dass Jossart mit der Mama von Koffi anbändelte. So heißt es dann in einem Lied: „Koffi abenga Nyoka Longo Papa“ (Koffi nennt Nyoka Longo „Papa“).
Der Soukous verbreitete sich nun schnell über den ganzen Kontinent und beeinflusste nahezu alle modernen afrikanischen Musikstile, vor allem den Highlife, die Palmweinmusik, den Tarabu und den Makossa. 
Als sich die politischen Bedingungen in den 1970er Jahren in der Demokratischen Republik Kongo veränderten, wanderten einige Gruppen nach Nairobi in Kenia aus. Mitte der 1970er Jahre gab es mehrere populäre kongolesische Bands, die Rumba in den Nachtclubs von Nairobi spielten. Aus ihrem Einfluss auf die kenianische Musik, vor allem durch die schnelle Musik von Zaiko, entwickelte sich der schnelle Tanz Cavacha, der sich dann über ganz Ost- und Zentralafrika verbreitete – getanzt wurde er vor allem zur Musik von Zaiko Langa Langa und Orchestra Shama Shama. Tonangebende Instrumente wurden Snare Drums und Hi-Hats. Kenianer und Tansanier gründeten, durch diese Musik inspiriert, unter anderem die Gruppen Simba Wanyika, Les Wanyika und Super Wanyika Stars.
Ende dieses Jahrzehntes begann Virgin Records sich in der kenianischen Musik zu engagieren, und LPs der tansanisch-kongolesischen Band Orchestra Makassy und der kenianischen Band Super Mazembe wurden produziert. Zur selben Zeit brachte das französische Plattenlabel Afro Rythmes eine LP des Orchestra Virunga namens „Malako“ heraus. Auf dieser Platte fand sich der Song Shauri Yako (auf Deutsch: „Das ist dein Problem“), der in ganz Ostafrika zu einem Hit wurde.

## Die Pariser Szene
In den 1980er Jahren wurde der Soukous in Paris und London populär. Weitere Musiker verließen Kinshasa, um in Ost- und Zentralafrika zu arbeiten, viele davon zogen dann nach Großbritannien oder Frankreich. Die durchschnittliche Soukous-Band beinhaltete nun drei oder vier Gitarren, einen Bass, Trommeln, verschiedene Blechblasinstrumente und Sänger – einige Soukous-Gruppen bestanden aus über 20 Musikern. Die Texte wurden in Lingala oder seltener in Französisch gesungen. In den späten 80ern und 1990ern begannen die Bands, Synthesizer und andere elektronische Instrumente in ihre Musik zu integrieren. Nur wenige Musiker produzierten noch für den kongolesischen Markt, und viele spielten mehr auf europäische Bedürfnisse zugeschnittene Musik. Einige Musiker, wie Papa Wemba, unterhielten gar zwei Bands: Viva la Musica für Soukous und eine andere Gruppe, zusammen mit französischen Musikern, die internationale Popmusik produzierte. 
Kanda Bongo Man wurde 1955 in der heutigen Demokratischen Republik Kongo geboren. 1979 ging er nach Paris und wurde ein Kopf der dortigen Szene. Er kreierte einen sehr schnellen Soukous, der auf den Dance Floors in Diskotheken populär wurde und unter dem Namen Kwassa Kwassa, nach einem anderen afrikanischen Tanz (Mbaqanga, nach einer südafrikanischen Musikrichtung) bekannt wurde. Diese Musik verbreitete sich in Afrika und Europa gleichermaßen, und viele neue Gruppen, wie Diblo Dibala, Mbilia Bel, Yondo Sister, Loketo, Rigo Star, Madilu System und Soukous Stars, aber auch Veteranen, wie Pepe Kalle und Koffi Olomide, begannen, solche Musik zu spielen. Paris wurde schnell das Zentrum dieser Bewegung. 2020 starb dort Aurlus Mabélé, der als „König des Soukous“ bezeichnet wurde.

## N’dombolo
Lange nach der Ausbreitung von Kwassa Kwassa in den europäischen Diskotheken verbreitete sich eine sehr schnelle Soukous-Variante unter dem Namen N’dombolo in den Diskotheken Ost- und Zentralafrikas. Künstler der Bewegung sind zum Beispiel Koffi Olomide, Wenge Musica und Werrason. Erfunden, so sagt man, wurde der N’dombolo, weil der Diktator Laurent-Désiré Kabila einen Gehfehler hatte – er hinkte. N’dombolo erinnert ein wenig daran.
Die körperbetonten Bewegungen beim N’dombolo-Tanz, vor allem das Schwingen der Hüften und Schütteln des Gesäßes, führten zu der Kritik, diese Musik sei obszön. Es gab Versuche, diese Musik aus Mali, Kamerun und Kenia zu verbannen. Versuche, N’dombolo aus Radio und Fernsehen in der 
Demokratischen Republik Kongo zu vertreiben, machten die Musik nur noch populärer. Am 11. Februar 2005 schließlich wurden mehrere Musikvideos, unter anderem von Koffi Olomide, JB M’Piana und Werrason, im kongolesischen Rundfunk wegen Unanständigkeit indiziert.